# Lista zawodów w łyżwiarstwie figurowym w roku 2011
Lista zawodów w łyżwiarstwie figurowym w roku 2011, obejmuje ważniejsze zawody, rozegrane zarówno w drugiej połowie sezonu 2010/2011, jak i w pierwszej połowie sezonu 2011/2012, przy czym pojęcie sezonu obejmuje okres od późnego lata do późnej wiosny roku następnego.

## Zawody międzynarodowe

### Sezon 2010/2011
Początek sezonu, na Lista zawodów w łyżwiarstwie figurowym w roku 2010
| Termin                 | Miejsce                      | Nazwa                                                            | Uwagi            |
| ---------------------- | ---------------------------- | ---------------------------------------------------------------- | ---------------- |
| 6 – 9 stycznia         | Toruń, Polska                | Mentor Nestle Nesquik Cup Senior, Junior, Novice, Silver, Bronze | Wyniki           |
| 24 – 30 stycznia       | Berno, Szwajcaria            | Mistrzostwa Europy Senior                                        | Wyniki           |
| 30 stycznia – 5 lutego | Erzurum, Turcja              | Zimowa Uniwersjada Senior                                        | Wyniki           |
| 2 – 6 lutego           | Astana, Kazachstan           | Azjatyckie Igrzyska Olimpijskie Senior                           | Wyniki           |
| 3 – 6 lutego           | Lublana, Słowenia            | Dragon Trophy Junior, Novice                                     | Wyniki           |
| 3 – 6 lutego           | Lublana, Słowenia            | Tivoli Cup Chicks, Cubs, Springs, Debs                           | Wyniki           |
| 10 – 13 lutego         | Oberstdorf, Niemcy           | Bavarian Open Senior, Junior, Novice                             | Wyniki           |
| 10 – 13 lutego         | Kopenhaga, Dania             | The Nordics Senior, Junior, Novice                               | Wyniki           |
| 12 – 19 lutego         | Liberec, Czechy              | Europejskie Igrzyska Młodych                                     | Wyniki           |
| 15 – 20 lutego         | Tajpej, Chiny                | Mistrzostwa Czterech Kontynentów Senior                          | Wyniki           |
| 15 – 20 lutego         | Courmayeur, Włochy           | Mont Blanc Trophy Senior, Junior, Novice                         | Wyniki           |
| 28 lutego – 6 marca    | Gangneung, Korea Południowa  | Mistrzostwa Świata Juniorów Junior                               | Wyniki           |
| 9 – 11 marca           | Haga, Holandia               | International Challenge Cup Senior, Junior, Novice               | odwołano         |
| 21 – 27 marca          | Tokio, Japonia               | Mistrzostwa Świata Senior                                        | przeniesiono     |
| 31 marca – 3 kwietnia  | Selva di Val Gardena, Włochy | Gardena Spring Trophy Senior, Junior, Novice                     | Wyniki           |
| 7 – 11 kwietnia        | Jesenice, Słowenia           | Triglav Trophy Senior, Junior, Novice                            | Wyniki           |
| 14 – 17 kwietnia       | Jokohama, Japonia            | World Team Trophy Senior                                         | odwołano         |
| 21 – 23 kwietnia       | Delnice, Chorwacja           | Mladost Trophy Junior, Novice                                    | odwołano         |
| 22 – 25 kwietnia       | Odincowo, Rosja              | Rostelecom Crystal Skate Novice                                  | odwołano         |
| 24 kwietnia – 1 maja   | Moskwa, Rosja                | Mistrzostwa Świata Senior                                        | Wyniki Wikipedia |
| 1 – 2 maja             | Courbevoie, Francja          | Rooster Cup Novice                                               | Wyniki           |

### Sezon 2011/2012
| Termin | Miejsce | Nazwa | Uwagi |
| ------ | ------- | ----- | ----- |
|        | ,       |       |       |

Ciąg dalszy sezonu, na Lista zawodów w łyżwiarstwie figurowym w roku 2012

## Zawody krajowe

### Sezon 2010/2011
Początek sezonu, na Lista zawodów w łyżwiarstwie figurowym w roku 2010
| Termin           | Miejsce   | Nazwa | Uwagi    |
| ---------------- | --------- | --- | -------- |
| 14 – 15 stycznia | Gdańsk    | Międzywojewódzkie Mistrzostwa Młodzikow – II Eliminacje do Pucharu Polski Młodzikow, Północ Złota, Srebrna, Brązowa, Wstępna | Wyniki   |
| 20 – 23 stycznia | Oświęcim  | Mistrzostwa Polski Juniorów Junior                                                                                           | Wyniki   |
| 20 – 23 stycznia | Oświęcim  | Puchar Polski Młodzików Złota, Srebrna                                                                                       | Wyniki   |
| 10 – 11 lutego   | Sosnowiec | Przedszkolaki na medal Wstępna                                                                                               | Wyniki   |
| 17 – 20 lutego   | Krynica   | Ogólnopolska Olimpiada Młodzieży Novice A, Novice B                                                                          | Wyniki   |
| 11 – 13 marca    | Łódź      | Puchar Łodzi Junior, Novice, Złota, Srebrna, Brązowa, Wstępna, Adults                                                        | Wyniki   |
| 26 – 27 marca    | Opole     | Opolska Łyżwa Srebrna, Brązowa, Wstępna                                                                                      | Wyniki   |
| 2 – 3 kwietnia   | Oświęcim  | Puchar Polski Młodzików Brązowa, Wstępna                                                                                     | Wyniki   |
| 7 – 9 kwietnia   | Kraków    | Mistrzostwa Polski Młodzieżowców i Novice Młodzieżowiec, Novice                                                              | Wyniki   |
| 15 kwietnia      | Warszawa  | Puchar Prezesa PZŁF (Zawody w skokach) Senior, Junior, Novice                                                                | odwołano |
| 1 – 3 maja       | Warszawa  | Mini Europa Srebrna, Brązowa, Wstępna                                                                                        | Wyniki   |

### Sezon 2011/2012
| Termin | Miejsce | Nazwa | Uwagi |
| ------ | ------- | ----- | ----- |
|        | ,       |       |       |

Ciąg dalszy sezonu, na Lista zawodów w łyżwiarstwie figurowym w roku 2012